# Prasad In Mangalore PSJ-134
Prasad in Mangalore – album muzyczny polskiego pianisty jazzowego i kompozytora Sławomira Kulpowicza.
Winylowy LP wydany został przez Polskie Stowarzyszenie Jazzowe w ramach Klubu Płytowego PSJ. Autorem wszystkich kompozycji na płycie jest Sławomir Kulpowicz. Strona "A" zawiera solowe nagrania pianisty dokonane 17 września 1982 w studio M1 Polskiego Radia w Warszawie. Na stronie "B" zamieszczone są nagrania Kulpowicza i muzyków towarzyszących mu podczas koncertu na Jazz Jamboree 1983 w Sali Kongresowej w Warszawie.

## Muzycy
- Sławomir Kulpowicz – fortepian
- Witold Szczurek – kontrabas
- Jarosław Śmietana – gitara
- Krzysztof Przybyłowicz – perkusja
- Jerzy Bartz – instrumenty perkusyjne
- José Torres – kongi

## Lista utworów
Strona A
| 1. | "Slow Walk" | 4:55  |
|    |             |       |
| 2. | "Youngster" | 8:20  |
|    |             |       |
| 3. | "Free Rag"  | 2:55  |
|    |             |       |
|    |             | 16:10 |
|    |             |       |
Strona B
| 1. | "Prasad"    | 7:15  |
|    |             |       |
| 2. | "7+7"       | 6:15  |
|    |             |       |
| 3. | "Mangalore" | 6:50  |
|    |             |       |
|    |             | 20:20 |
|    |             |       |

## Informacje uzupełniające
- Produkcja – Marek Cabanowski
- Inżynier dźwięku – J. Szymański, W. Walczak
- Projekt okładki – Witold Popiel
- Zdjęcia – Marek Czudowski, Weinberg